# Comissió d'Estadística de les Nacions Unides
La Comissió d'Estadística de les Nacions Unides és una comissió funcional del Consell Econòmic i Social de l'ONU establerta l'any 1946, que supervisa el treball de la Divisió d'Estadística de les Nacions Unides. Els seus 24 estats membres són escollits pel Consell Econòmic i Social sobre la base de la següent distribució geogràfica: estats d'Àfrica (5), estats d'Àsia (4), estats d'Europa de l'Est (4), estats d'Amèrica Llatina i el Carib (4), estats d'Europa Occidental i altres (7). Des de juliol de 1999, la Comissió es reuneix cada any. Com s'ha establert pel Consell Econòmic i Social, en termes de referència, la Comissió assistirà al Consell:
- En la promoció del desenvolupament de les estadístiques nacionals i la millora de la seva comparabilitat;
- En la coordinació de la tasca estadística dels organismes especialitzats;Nota 1
- En el desenvolupament dels serveis centrals d'estadística de la Secretaria;
- Assessorar els òrgans de les Nacions Unides sobre qüestions generals relatives a la recopilació, anàlisi i difusió d'informació estadística;
- A la promoció de la millora de les estadístiques i els mètodes estadístics en general.

Una de les subunitats més conegudes de la Divisió d'Estadística és el Grup d'Experts de les Nacions Unides en Noms Geogràfics (UNGEGN), també coneguda com la Conferència de les Nacions Unides sobre la Normalització dels Noms Geogràfics (UNCSGN). Aquesta unitat pretén estandarditzar els noms dels llocs d'acord amb l'idioma, l'alfabet i la cultura.
La sisena Conferència de les Nacions Unides sobre la Normalització dels Noms Geogràfics fou l'any 1992 (Ciutat de Nova York), la setena l'any 1998 (Ciutat de Nova York), la vuitena l'any 2002 (Berlín), i la novena l'any 2007 (Ciutat de Nova York). Una qüestió que s'aborda en aquestes conferències fou la disputa sobre el nom del Mar del Japó.

## Organigrama
La comissió està composta pel president, tres vicepresidents i el relator, elegits pels membres de la Comissió a l'inici de la sessió per un període d'un any. Des de 1999, el seu paper és més que de direcció, el president podrà sol·licitar l'assistència complementària d'altres membres (Amics de la Presidència).

### Presidència[3]
| Any          | Sessió          | Presidència (Estat) |
| ------------ | --------------- | ------------------- |
| 2013         | 44a             | Hongria             |
| 2012         | 43a             | Hongria             |
| 2011         | 42a             | Oman                |
| 2010         | 41a             | Oman                |
| 2009         | 40a             | Sud-àfrica          |
| 2008         | 39a             | Sud-àfrica          |
| 2007         | 38a             | Mèxic               |
| 2006         | 37a             | Mèxic               |
| 2005         | 36a             | Estats Units        |
| 2004         | 35a             | Estats Units        |
| 2003         | 34a             | Hongria             |
| 2002         | 33a             | Hongria             |
| 2001         | 32a             | Japó                |
| 2000         | 31a             | Botswana            |
| 1999         | 30a             | Botswana            |
| 1997         | 29a             | Mèxic               |
| 1995         | 28a             | Regne Unit          |
| 1994         | Sessió especial | Polònia             |
| 1993         | 27a             | Països Baixos       |
| 1991         | 26a             | Països Baixos       |
| 1989         | 25a             | Argentina           |
| 1987         | 24a             | Ghana               |
| 1985         | 23a             | Irlanda             |
| 1983         | 22a             | Hongria             |
| 1981         | 21a             | Estats Units        |
| 1979         | 20a             | Unió Soviètica      |
| 1976         | 19a             | Índia               |
| 1974         | 18a             | Regne Unit          |
| 1972         | 17a             | França              |
| 1970         | 16a             | França              |
| 1968         | 15a             | Austràlia           |
| 1966         | 14a             | Noruega             |
| 1965         | 13a             | Noruega             |
| 1962         | 12a             | Irlanda             |
| 1960         | 11a             | Irlanda             |
| 1958         | 10a             | Nova Zelanda        |
| 1956         | 9a              | Índia               |
| 1954         | 8a              | Índia               |
| 1953         | 7a              | Regne Unit          |
| 1951         | 6a              | Regne Unit          |
| 1950         | 5a              | Països Baixos       |
| 1949         | 4a              | Països Baixos       |
| 1948         | 3a              | Canadà              |
| 1947 (agost) | 2a              | Canadà              |
| 1947 (gener) | 1a              | Canadà              |
| 1946         | sessió nuclear  | Estats Units        |